# Stazione di Reggio Emilia AV Mediopadana
La stazione di Reggio Emilia AV Mediopadana è una stazione ferroviaria della linea ad alta velocità Milano-Bologna, di cui costituisce l'unica fermata intermedia. È la seconda stazione ferroviaria di Reggio Emilia per numero di passeggeri, dopo la stazione di Reggio Emilia.
La stazione è situata circa 4 km a nord del centro città, in Via Città del Tricolore, nella frazione di Mancasale.

## Storia
La messa in esercizio dell'impianto risale al 2008, anno di apertura della linea ferroviaria sulla quale insiste e di cui costituì, fino al 2013, un posto di movimento denominato Reggio Emilia AV.

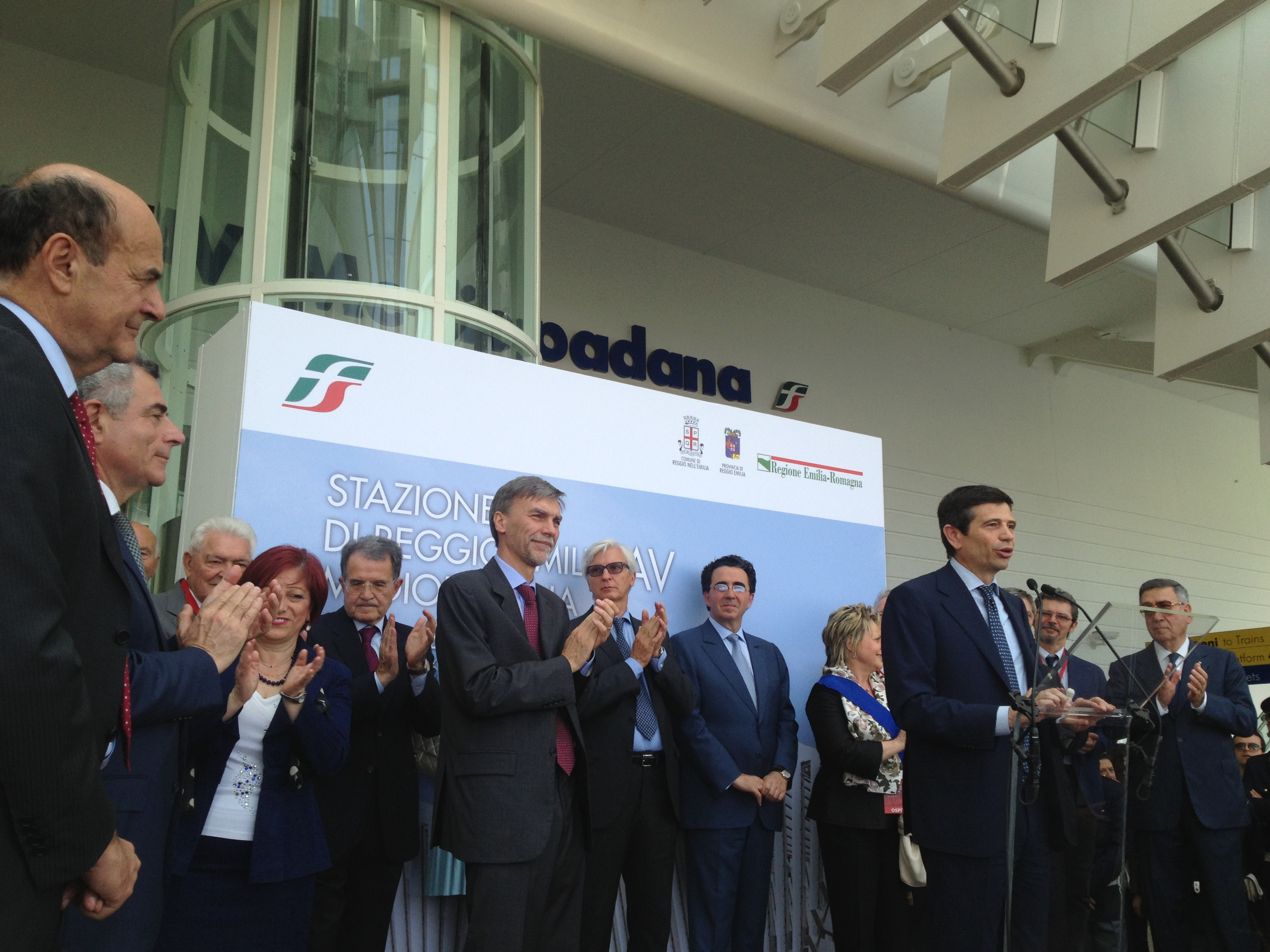
Inaugurazione della stazione

Le procedure di gara pubblica per l'appalto dei lavori di costruzione del fabbricato viaggiatori si conclusero nel novembre 2008, con l'aggiudicazione alla Cimolai Spa di Pordenone.
A partire dal 30 settembre 2008 la struttura, in attesa del completamento dei lavori relativi alla sua trasformazione in stazione, operò in qualità di semplice posto di movimento, con la denominazione di Reggio Emilia AV.
I lavori iniziarono nel settembre 2010. Il costo complessivo previsto fu di 79 milioni di euro, messi a disposizione dal Ministero delle infrastrutture e dei trasporti, dalla Regione Emilia-Romagna e dalla società TAV SpA, appartenente al Gruppo Ferrovie dello Stato.
Nel gennaio 2012 vennero completate le opere di fondazione e iniziò il montaggio delle travi di bordo in acciaio.
L'8 giugno 2013 si tenne l'inaugurazione con le autorità, mentre la relativa messa in esercizio della stazione avvenne il giorno seguente. Conseguentemente la denominazione fu trasformata in Reggio Emilia AV Mediopadana.

## Strutture e impianti
Il piazzale è dotato di due binari di precedenza, collegati ai due binari di corsa principali da deviatoi percorribili alla velocità di 100 km/h. La stazione ė fornita di quattro ascensori panoramici e scale mobili per raggiungere facilmente i binari. Al piano terra sono presenti aree destinate alle attività commerciali (bar, edicola, ufficio turistico ecc.), bagni pubblici e biglietterie automatiche sia di Trenitalia che di Nuovo Trasporto Viaggiatori.

### Architettura
La struttura che accoglie i viaggiatori è stata progettata dall'architetto spagnolo Santiago Calatrava ed è parte integrante di un importante progetto che modifica radicalmente tutta l'area a nord della città, rendendola porta d'accesso principale e più prestigiosa. Insieme al sistema di ponti a vela che sovrastano l'autostrada del Sole, anch'essi progettati dall'architetto valenziano, e al nuovo casello autostradale, forma il nuovo complesso estetico e funzionale di Reggio Emilia.
L'edificio è caratterizzato da un design futuristico che prevede la ripetizione, venticinque volte, di un modulo di lunghezza pari a 25,40 m composto dalla successione di tredici differenti portali in acciaio, distanziati tra loro di circa un metro. Tale sequenza, lunga complessivamente 483 m, genererebbe un effetto di movimento pari a quello di un'onda dinamica. L'altezza media è pari a 20 m.
L'originario primo progetto "a vela" è stato sostituito da quello a "onda" anche per meglio distinguere l'opera dai ponti; tuttavia l'intero progetto è ancora conosciuto con il nome non ufficiale di "Le vele di Calatrava".

## Movimento
Sia Trenitalia sia Nuovo Trasporto Viaggiatori servono la stazione con diversi collegamenti al giorno attraverso treni ad alta velocità (Frecciarossa e Italo).

## Servizi
La stazione è classificata da RFI nella categoria gold.
La stazione offre i seguenti servizi:
- Biglietteria automatica
- Servizi igienici
- Bar

## Interscambi
Attivata il 15 dicembre 2013, è in funzione la fermata ferroviaria Reggio Mediopadana, costruita sull'adiacente ferrovia Reggio Emilia-Guastalla, nell'ambito di un progetto di potenziamento dei servizi del tratto suburbano Reggio Emilia San Lazzaro-Bagnolo in Piano. Tramite questa fermata si può arrivare direttamente alla stazione di Reggio Emilia, in centro città, sulla linea storica Milano-Bologna.
La stazione di Reggio Mediopadana permette anche di raggiungere Mantova, distante soli 55 km, ma raggiungibile con doppio cambio in tempi molto variabili a seconda dell'orario, da circa due ore a quasi tre ore e mezza, a causa delle attese aleatorie a Guastalla e Suzzara, che vanno da 10 minuti a più di un'ora nel corso della giornata. È tuttavia allo studio un collegamento diretto e veloce fra Reggio Emilia Mediopadana e Mantova, che permetterà di collegare le due stazioni in poco più di un'ora di treno, che sarà possibile una volta elettrificata la tratta fra Guastalla e Suzzara della ferrovia Parma-Suzzara-Poggio Rusco. Al 2025 tuttavia, con l'elettrificazione completata da più di tre anni, nessun treno collega direttamente Mantova e Reggio Emilia.
La stazione è dotata di un parcheggio di interscambio ed è collegata, da una viabilità realizzata negli anni 2000, al vicino casello dell'autostrada A1.
Per il collegamento con il centro della città sono inoltre attive alcune autolinee urbane SETA.
La stazione offre i seguenti servizi:
- Fermata ferroviaria (Reggio Mediopadana)
- Fermata autobus